# Ferrari (automerk)

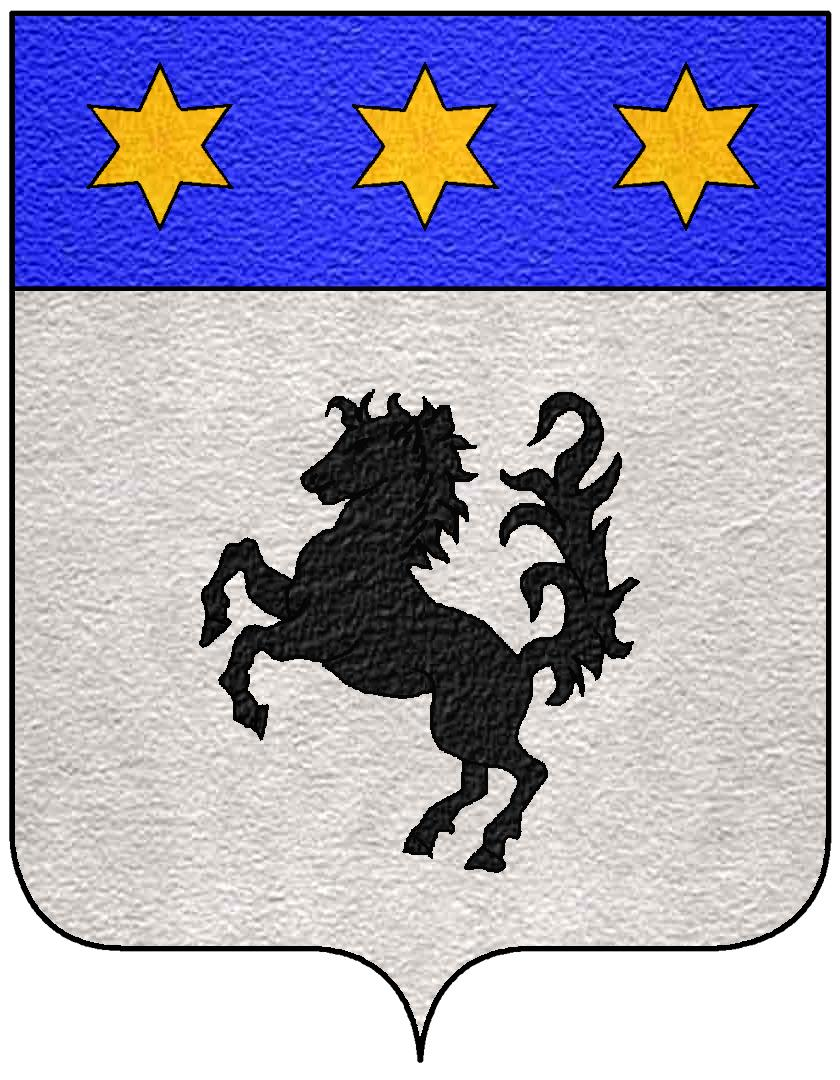
Wapenschild Baracca Familie

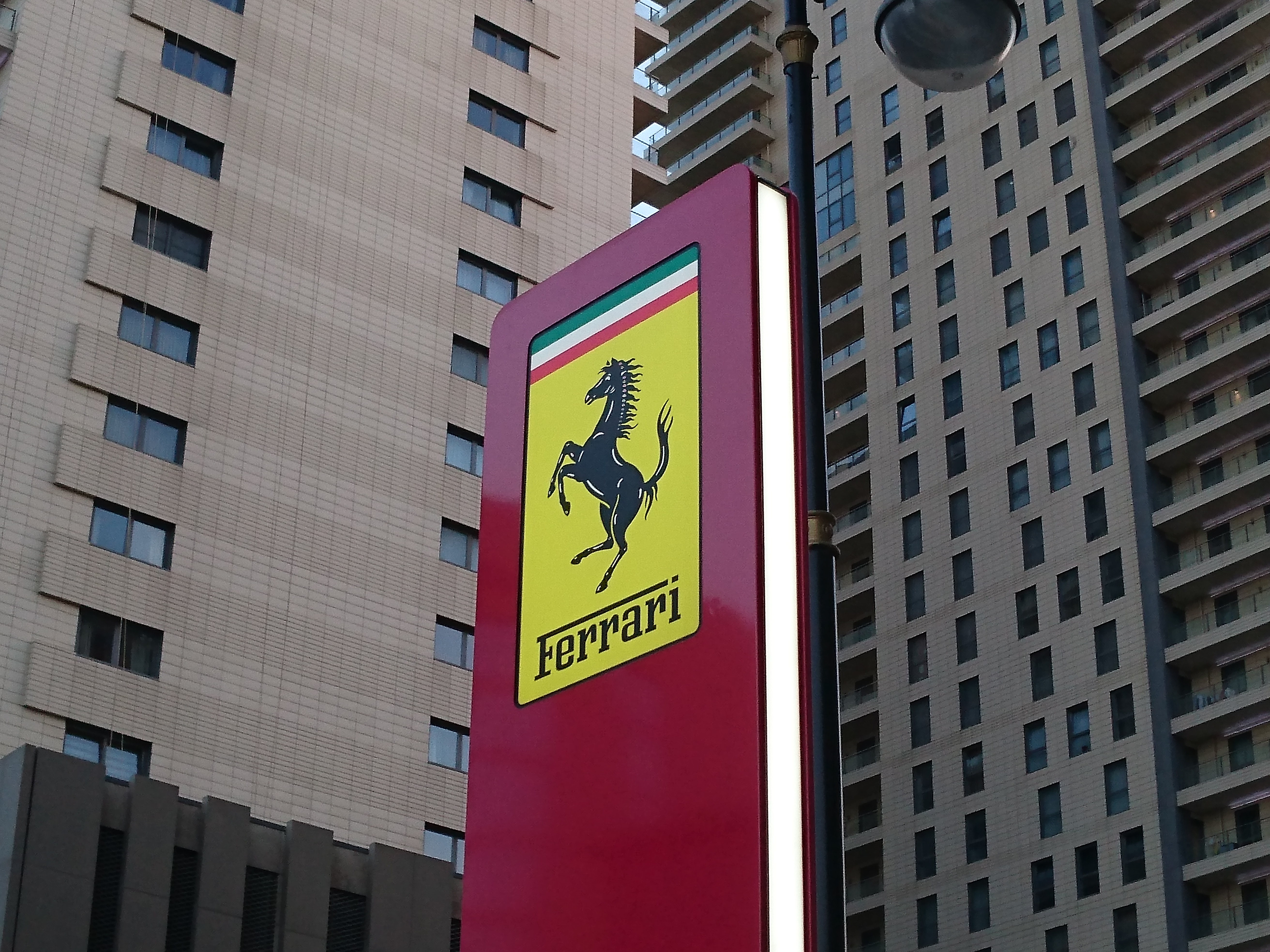
Rechthoekige versie van het logo van Ferrari

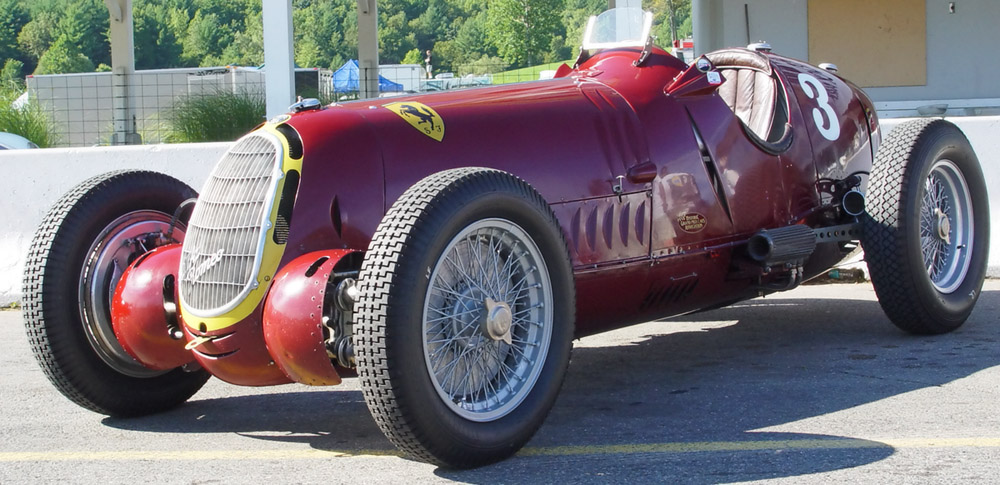
Alfa Romeo 8C 2900 Scuderia Ferrari

Ferrari is een Italiaans automerk gevestigd in Maranello, Italië. Het bedrijf is in 1929 opgericht als raceteam (Scuderia Ferrari) door Enzo Ferrari. Pas in 1947 zou het bedrijf overgaan op de productie van legale straatauto's onder de naam Ferrari S.p.A. Sinds het ontstaan wordt het bedrijf in een adem genoemd met de Formule 1, waarin reeds vele successen behaald werden.

## Geschiedenis
Enzo Ferrari begon in 1923 als (test)coureur bij Alfa Romeo, waar hij al snel de verantwoordelijkheid over het hele team kreeg. In 1929 richtte hij hiervoor de Scuderia Ferrari op, die fungeerde als renstal van Alfa Romeo. Tot 1938 behaalde hij zeer veel overwinningen met de Alfa Romeo wagens. In 1939 scheidden de wegen van Alfa Romeo en Ferrari echter. Enzo ging weg bij Alfa Romeo en er werd overeengekomen dat de naam Ferrari vier jaar lang niet meer in verband zou worden gebracht met racen of racewagens. Enzo richtte daarom Auto Avio Costruzioni op, wat resulteerde in de Auto Avio tipo 815. In 1943 verhuisde de fabriek van Modena naar Maranello, waar ze nu nog steeds te vinden is. In 1945 begonnen ze dan eindelijk met het ontwerp van wat de eerste echte Ferrari wagen moest worden, en op 2 maart 1947 was hij klaar: de Ferrari 125 S.
Sinds het eerste jaar van de Formule 1 in 1950 was Ferrari al van de partij. In 1951 won het bedrijf voor het eerst een grote prijs dankzij José Froilán González. Het jaar erna werden ze met Alberto Ascari wereldkampioen. Ferrari is de enige constructeur die in de hele geschiedenis van de Formule 1 aanwezig is.
In 1969 nam Fiat een aandelenbelang van 50% in Ferrari S.p.A.. In 1988 werd het belang verhoogd naar 90%. Enzo Ferrari overleed in dat jaar en zijn 10% belang ging over naar zijn zoon Piero Ferrari.
In oktober 2014 nam Sergio Marchionne, de CEO van Fiat Chrysler, de functie over van topman Luca Cordero di Montezemolo. De laatste gaf sinds 1991 leiding aan Ferrari. De twee bestuurders kregen de maand ervoor een meningsverschil over de te voeren strategie. Montezemolo wilde de exclusiviteit van het merk behouden door niet meer dan 7000 wagens per jaar te verkopen. Marchionne wilde de productie juist verhogen.
Amedeo Felisa, topman bij Ferrari stopt na 25 jaar werkzaam te zijn geweest bij Ferrari Automobili en draagt zijn taak over aan Sergio Marchionne. Deze nam eerder ook al de taken van Luca Di Montezemolo over die noodgedwongen zijn taak moest neerleggen wegen onenigheid binnen de organisatie.
In oktober 2015 kreeg Ferrari een beursnotering aan de New York Stock Exchange. Voor dit feit had Fiat Chrysler Automobiles (FCA) 90% van de aandelen in Ferrari in handen en Piero Ferrari, de vicevoorzitter en zoon van oprichter Enzo Ferrari, de overige 10%. FCA bracht 10% van de aandelen naar de beurs en de rest van het belang is naar de bestaande aandeelhouders van FCA gegaan. Bij de verdeling van het stemrecht kregen langdurige aandeelhouders prioriteit. Exor, een beleggingsmaatschappij van de familie Agnelli en grootaandeelhouder in FCA, en Piero Ferrari, kregen samen meer dan 45% van het totale stemrecht na de afsplitsing. De aandelen werden tegen US$ 52 geplaatst hetgeen aan de bovenkant lag van de geïndiceerde koersrange van 48 en 52 dollar per aandeel. De totale beurswaarde van Ferrari kwam daarmee uit op circa US$ 9,8 miljard. Sinds 4 januari 2016 staat het aandeel ook genoteerd op de Borsa Italiana en maakt onderdeel uit van de FTSE MIB aandelenindex.
Na het overlijden van Sergio Marchionne op 25 juli 2018 werd er nieuw bestuur aangesteld. Dat bestuur bestond uit John Elkann, die voorzitter werd van de Raad van Bestuur terwijl Louis Camilleri als CEO werd aangesteld. Op 20 december 2020 kondigde Camilleri aan dat hij onmiddellijk zou aftreden als CEO. Elkann volgde hem op als CEO ad interim.
In april 2021 kondigde Elkann aan dat Ferrari hun eerste volledige elektrische auto wil lanceren in 2025.
Op 9 juni 2021 kondigde het bedrijf aan dat Bendetto Vigna (voorheen bestuurslid in STMicroelectronics) de nieuwe CEO wordt van het bedrijf.

## Identiteit

### Logo: de Cavallino Rampante
Het logo van het Ferrari race team is de zogenoemde Cavallino Rampante. Het symboliseert een steigerende hengst op een geel schild, met de letters S & F (van Scuderia Ferrari) en de kleuren van de Italiaanse vlag horizontaal. De productieauto's hebben veelal een rechthoekige versie van het schild op de neus van de wagens, terwijl het logo van het raceteam op de zijkant van de auto staat. Bij nieuwere modellen, wordt vaak ook enkel het paard afgebeeld op de grille en de velgen van de auto's.

#### De oorsprong van het logo
Op 17 juni 1923 behaalde Enzo Ferrari een overwinning op het Saviocircuit met zijn Alfa Romeo RL-Targa Florio. Daar ontmoette hij Gravin Paolina Biancoli, de moeder van Graaf Francesco Baracca (een Italiaanse vliegende aas die actief was tijdens Eerste Wereldoorlog en meer dan 30 succesvolle luchtoverwinningen boekte). Eerder ontmoette hij ook Enrico Baracca, de vader van de Italiaanse aas der azen. Binnen de Italiaanse luchtmacht was het traditie geworden dat elke gevechtspiloot een embleem schilderde op hun vliegtuig als herkenningspunt tijdens hun missies. Baracca koos ervoor om een steigerend paard te schilderen als persoonlijk embleem. Hij koos het als aandenken aan het 2de "Piemonte Cavalleria" Regiment. Ook bleek hij een voorliefde te hebben voor paarden. Later gebruikte zijn familie het embleem ook als wapenschild. Eerst werd aangenomen dat hij zijn paard rood schilderde, maar later werd bewezen dat het paard altijd zwart was geschilderd op een wolk-achtige achtergrond.
Tijdens de ontmoeting tussen Ferrari en Gravin Biancoli stelde de Gravin voor om Baracca's embleem te gebruiken op zijn auto's als geluksbrenger. Ferrari ging akkoord met het voorstel, maar koos ervoor om het paard op een gele achtergrond te schilderen ter verwijzing naar het kleur van zijn geboorteplaats Modena. Ook veranderde hij enkele details. Uiteindelijk duurde het nog tot na de Tweede Wereldoorlog tot Ferrari zijn eigen auto's begon te ontwikkelen onder de naam Scuderia Ferrari. Toen Ferrari het Alfa Romeo team verliet in 1939, werd namelijk afgesproken dat de naam Scuderia Ferrari niet gebruikt mocht worden voor de komende 5 jaar. Tot dan, werkte Ferrari onder de naam Auto Avio Construzion.

### Kleuren: Ferrari-rood
Begin 20ste eeuw kreeg elk land in de autosport een eigen racekleur toegekend. Tot 1907 was rood nog de kleur van de Verenigde Staten, maar na de Eerste Wereldoorlog werd de kleur toegekend aan Italië door de FIA. Die nationale kleuren raakten in onbruik in de jaren zestig, toen steeds meer bedrijven de sport begonnen te sponsoren. Ferrari bleef echter rood gebruiken als kleur, en begon het de naam Rosso Corsa te geven. Dit leidde er tevens toe dat de meeste Ferrari-liefhebbers een voorkeur hebben voor rode Ferrari's.
In 1995 werd Marlboro de hoofdsponsor van Scuderia Ferrari, waarna het team een eigen interpretatie begon te gebruiken van Marlboro-rood. Het team doopte die tint om tot Rosso Scuderia. Vanaf 2003 konden consumenten die kleur ook kiezen voor hun Ferrari. De nieuwe kleur had een duidelijke zweem van oranje, wat ook beter op tv-beelden overkwam in vergelijking met Rosso Corsa (dat te donker zou overkomen op moderne tv's). Tegenwoordig biedt Ferrari zes tinten rood aan. Naast de iconische rode tinten biedt het merk nog een tiental andere kleuren aan.

## Activiteiten en resultaten
Ferrari ontwerpt en maakt auto's in Maranello en Modena. Ze worden wereldwijd verkocht in meer dan 60 landen. Het verkoopnetwerk bestaat uit 180 dealers met 200 vestigingen in 2024.
Ferrari verkoopt op jaarbasis ruim 13.000 voertuigen. Ongeveer een kwart van alle voertuigen worden in de Verenigde Staten verkocht. In Europa zijn Duitsland en het Verenigd Koninkrijk de belangrijkste verkoopmarkten. De Volksrepubliek China staat op de derde plaats met 814 verkochte voertuigen in 2024.
In 2024 had de helft van de afgeleverde auto's een benzinemotor en de andere helft was een hybride, HEV en PHEV. Tegen het einde van het jaar 2025 verwacht Ferrari de eerste volledig elektrische auto te presenteren.
De jaaromzet ligt ruim boven de zes miljard euro. De verkopen van voertuigen en onderdelen is veruit de belangrijkste bron van inkomsten, maar ook licenties en het gebruik van de Ferrari merknaam en logo levert een bijdrage van ongeveer een tiende aan de totale omzet. Per jaar geeft het bedrijf ongeveer een miljard euro uit aan onderzoek en ontwikkeling, dit is inclusief de uitgaven voor de formule 1 activiteiten.
| Jaar | Auto- verkopen (in stuks) | Aantal werknemers | Omzet         | Bedrijfs- resultaat | Netto- resultaat |
| Jaar | Auto- verkopen (in stuks) | Aantal werknemers | (× € miljoen) | (× € miljoen)       | (× € miljoen)    |
| ---- | ------------------------- | ----------------- | ------------- | ------------------- | ---------------- |
| 2010 | 6573                      | 2779              | 1831          | 295                 | 202              |
| 2011 | 7195                      | 2709              | 2067          | 298                 | 196              |
| 2012 | 7405                      | 2708              | 2225          | 335                 | 233              |
| 2013 | 7000                      | 2774              | 2335          | 364                 | 246              |
| 2014 | 7225                      | 2843              | 2762          | 389                 | 265              |
| 2015 | 7664                      | 2954              | 2854          | 444                 | 290              |
| 2016 | 8014                      | 3115              | 3105          | 595                 | 400              |
| 2017 | 8398                      | 3336              | 3417          | 775                 | 537              |
| 2018 | 9251                      | 3651              | 3420          | 826                 | 787              |
| 2019 | 10.131                    | 4164              | 3766          | 917                 | 699              |
| 2020 | 9119                      | 4428              | 3460          | 716                 | 609              |
| 2021 | 11.155                    | 4609              | 4271          | 1075                | 833              |
| 2022 | 13.221                    | 4919              | 5095          | 1227                | 939              |
| 2023 | 13.663                    | 4988              | 5970          | 1617                | 1257             |
| 2024 | 13.756                    | 5435              | 6677          | 1888                | 1526             |

## Modellen

### Huidige modellen

#### Zes cilinders
- Ferrari 296 GTB
- Ferrari 296 GTS
- Ferrari 296 Speciale
- Ferrari 296 Speciale Aperta
- Ferrari F80

#### Acht cilinders
- Ferrari SF90 Stradale
- Ferrari SF90 Spider
- Ferrari SF90 XX Stradale
- Ferrari SF90 XX Spider
- Ferrari Roma
- Ferrari Roma Spider

#### Twaalf cilinders
- Ferrari 12Cilindri
- Ferrari 12Cilindri Spider
- Ferrari 812 Competizione
- Ferrari 812 Competizione Aperta
- Ferrari Purosangue

### Modellen
|      | Productiewagens | Competitiewagens |  |
| 1940 | 1949 166 Inter | 1947 125 S 1947 159 S 1948 166 S 1948 166 MM |  |
| 1950 | 1950 195 Inter 1951 212 Inter 1951 342 America 1953 375 MM Coupé 1953 250 Europa 1953 375 America 1954 250 Europa GT 1956 410 Superamerica 1956 250 GT 1957 250 GT Berlinetta 1957 250 GT Cabriolet 1957 250 GT California 1958 250 GT Coupé 1959 250 GT Spider 1959 250 SWB                                | 1950 195 S 1951 340 America 1951 212 Export 1952 225 S 1952 250 S 1952 340 Mexico 1952 500 F2 1953 250 MM 1953 625 TF 1953 735 S 1953 500 Mondial 1953 340 MM 1953 375 MM 1954 750 Monza 1954 250 Monza 1954 375 Plus 1955 118 LM 1955 410 S 1955 500 TR 1956 290 MM 1956 625 LM 1956 860 Monza 1956 250 Testarossa 1957 315 S 1957 335 S 1959 Dino 196 S |  |
| 1960 | 1960 400 Superamerica 1960 250 GT 2+2 1962 250 GTO 1962 250 GTL 1964 250 GTO/64 1964 275 GTB 1964 275 GTS 1964 330 GT 2+2 1964 500 Superfast 1966 330 GTC 1966 330 GTS 1966 365 California 1967 365 GT 2+2 1967 365 GTB/4 1967 Dino 206 GT 1969 365 GTS/4 1969 365 GTC 1969 365 GTS 1967 Dino 246 GT        | 1960 250 TR60/61 1961 246 SP 1962 196 & 286 SP 1962 248 & 268 SP 1962 250 GTO 1963 330 LMB 1963 250 P 1964 250 LM 1964 275 P 1964 330 P 1965 330 P2 1965 Dino 166 P 1965 Dino 206 SP 1966 330 P3 1967 330 P4 1967 412 P 1968 612 CAN-AM 1969 365 GTB/4 Competizione 1969 312 P                                                                            |  |
| 1970 | 1971 365 GTC/4 1972 365 GT/4 2+2 1973 365 GT/4 BB 1967 Dino 308 GT/4 1975 308 GTB 1975 308 GTS 1976 400 1976 512 BB 1976 512 BBi 1979 400 I | 1970 512 S 1971 512 M 1971 312 PB 1979 512 BB LM |  |
| 1980 | 1980 208 GTB 1980 208 GTS 1980 Mondial 8 1984 288 GTO 1984 Testarossa 1985 328 GTB 1985 328 GTS 1985 Mondial 3.2 1985 412 1986 GTB 1986 GTS 1987 F40 1989 Mondial T 1989 348 TB 1989 348 TS | 1989 F40 Competizione |  |
| 1990 | 1992 512 TR 1992 456 GT 1992 456 GTA 1993 348 Spider 1994 F512 M 1994 F355 1995 F355 Spider 1995 F50 1996 550 Maranello 1998 456 M 1999 360 Modena | 1993 Ferrari 348 GT Competizione 1994 F333 SP 1995 Ferrari F355 Challenge 1996 F50 GT 1999 Ferrari 550 GT - GTS |  |
| 2000 | 2000 360 Spider 2000 550 Barchetta 2002 Enzo 2002 575M Maranello 2003 Challenge Stradale 2004 575 Superamerica 2004 612 Scaglietti 2004 F430 2004 F430 Spider 2006 599 GTB Fiorano 2007 430 Scuderia 2008 California 2009 599XX 2009 458 Italia                                                             | 2000 360 Challenge 2002 360 N-GT / GT 2003 575 GTC 2005 F430 Challenge 2005 FXX 2006 Ferrari P4/5 2006 F430 GT 2008 Ferrari FXX Evoluzione 2009 Ferrari 599XX |  |
| 2010 | 2010 458 Challenge 2010 599 GTO 2010 599 SA Aperta 2011 Ferrari FF 2011 Ferrari 458 Spider 2012 F12berlinetta 2013 Ferrari Sergio (door Pininfarina) 2013 Ferrari LaFerrari 2014 Ferrari California T 2014 Ferrari LaFerrari FXX-K 2015 Ferrari 488 GTB 2015 Ferrari 488 GTB Spider 2016 Ferrari GTC4 Lusso | 2010 Ferrari 599XX Evoluzione 2015 Ferrari FXX-K |  |

### Prototypes
- Ferrari Modulo (1970) (door Pininfarina)
- Ferrari Studio CR 25 (1974) (door Pininfarina)
- Ferrari Mythos (1989) (door Pininfarina)
- Ferrari Rossa (2000) (door Pininfarina)
- Ferrari GG50 (2005) (door Giorgetto Giugiaro)

## Winkels
Op 31 december 2018 waren er 35 Ferrari winkels, waarvan de helft in eigendom: men kan er Ferrari-kleding en fanartikelen kopen. De winkels zijn gevestigd in Maranello, op de luchthaven G. Marconi in Bologna, Venetië, in Rome (aan de Via Tomacelli 147/152 en in Leonardo da Vinci Airport (Fiumicino)) en in Florence in het historisch centrum. Buiten Italië zijn winkels te vinden in Las Vegas, New York, Shanghai, Saint-Tropez en Barcelona.

## Pretparken
In 2010 opende in Abu Dhabi, in de Verenigde Arabische Emiraten, het pretpark Ferrari World Abu Dhabi. Er is een Formule 1-achtbaan en een pitstraat waar bezoekers zelf een wiel kunnen verwisselen. In totaal zijn er 24 attracties, waaronder ook een 70 meter hoge G-force-toren. Ook is er een volledig circuit waar sinds 2009 de nieuwe grand prix van de Verenigde Arabische Emiraten plaatsvindt.
In 2014 tekende Port Aventura een contract waarmee de realisatie van Ferrari Land in Salou gerealiseerd zou gaan worden. Ferrari Land moest 75.000 vierkante meter groot worden en minimaal 2000 banen genereren. De totale investering kwam neer op één miljard euro.